# Dores André
Dores André (Vigo, 14 luglio 1985) è una ballerina spagnola, prima ballerina del San Francisco Ballet dal 2015 al 2023.

## Biografia
A tredici anni fu ammessa alla scuola di danza di Maria de Avila a Saragozza. Dopo aver danzato brevemente a Firenze, nel 2004 è stata scritturata come ballerina di fila dal San Francisco Ballet, di cui ha scalato i ranghi fino a diventare solista nel 2012 e prima ballerina nel 2015.
Con la compagnia ha danzato in molti dei grandi ruoli del repertorio femminile, tra cui l'eponima protagonista in Cenerentola, Swanilda in Coppélia, Kitri in Don Chisciotte, Myrtha in Giselle, Giulietta in Romeo e Giulietta ed Emerals, Rubies e Diamonds nel Jewels di Balanchine. Inoltre ha danzato in occasione delle prime assolute di balletti di Justin Peck e Christopher Wheeldon. 
Ha lasciato la compagnia nell'aprile 2023 per unirsi al Balletto di Zurigo, sempre in veste di prima ballerina.